# غينوييو (أين)
جينوييو (بالفرنسية: Genouilleux)‏ هي بلدية فرنسية تقع في إقليم الأين في فرنسا. رمز إنسي لها هو:1169. أما الرمز البريدي لها فهو: 1090.